# Masztalscy
Masztalscy – śląska grupa kabaretowa, założona w latach 80. XX wieku przez redaktorów Polskiego Radia w Katowicach – Aleksandra Trzaskę (Masztalskiego) i Jerzego Ciurloka (Ecika).

## Historia
Nazwa kabaretu pochodzi od nazwiska fikcyjnego górnika, bohatera szeregu popularnych anegdot, opowiadanych po śląsku w latach 70. Prawdopodobnie postać Masztalskiego wymyślił Stanisław Ligoń, a w każdym razie nie są znane wcześniejsze dowcipy z tą postacią, niż jego autorstwa.
Kabareciarze są twórcami serii książek z dowcipami wydawanych pod tytułem „Klub Masztalskiego”. Łącznie Masztalscy wydali 10 książek i około 30 kaset. Na antenie Telewizji Silesia oraz w Internecie można znaleźć program autorski Masztalskich: „A nóm się to podobo”.
Masztalscy występowali również za granicą, m.in. w Niemczech, Austrii, Czechach, Słowacji, Kanadzie, Stanach Zjednoczonych i Australii.